# 코스타 콘코르디아
코스타 콘코르디아호(이탈리아어: Costa Concordia IPA: [ˈkɔsta konˈkɔrdja])는 이탈리아 코스타사가 2004년 만들고 2005년부터 2012년까지 운항되었던 유람선이다. 이탈리아를 출발하여 프랑스의 마르세유, 스페인 바르셀로나를 경유했다. 2012년 1월 13일 이탈리아의 질리오 섬의 해안에서 침몰하였다.

## 배 내부 규모
스위트룸 58실을 포함한 1500여 실의 객실을 가지고 있으며 음료를 제공하는 바 13개와 온천탕 5개, 레스토랑 5개를 갖추고 있으며 영화관과 수영장 4개를 갖춘 호화 유람선이다.

## 선박 건조
건조 당시 4억 5천만 유로의 비용을 들여서 건조되었다. 높이는 64.4ｍ에 달하고, 길이는 290m로 총 11만 4,500t의 규모로 건조되었다.

## 코스타 콘코르디아호 침몰사고
2012년 1월 13일, 치비타베키아 항구를 출발하여서 승객 3,216명 및 선원 1,013명, 총 4,229명을 태우고 항해하던 코스타 콘코르디아호가 티레니아해의 토스카나 제도 질리오섬 인근에서 암초와 충돌한 뒤 선체가 점점 기울기 시작하다가 전복되어 좌초되었다.
선장 프란체스코 스케티노(Francesco Schettino)를 포함한 일부 선원들은 승객들을 배에 남겨둔 채 승객들과 배를 포기한 후 먼저 대피하려고 도주시도하다가 이탈리아 경찰에 체포되었고, 2015년 2월 11일 재판에서 선장 프란체스코 스케티노에게 2급 살인죄로 징역 16년을 선고 받았다.